# Анакопийская церковь Феодора Тирона
Церковь Фео́дора Ти́рона — раннесредневековое культовое сооружение — одноапсидная однонефная базилика с нартексом в Новом Афоне, на вершине Иверской (Анакопийской) горы на территории Анакопийской крепости.

## Описание
В VI—VII веках на вершине Анакопийской горы был построен храм, посвящённый Пресвятой Богородице. В средневековых грузинских летописях XI века упоминается «не рукотворное писание» — чудодейственная Анакопийская икона Божией Матери. В XI веке церковь была перестроена и освящена во имя святого великомученика Феодора Тирона. В 1866 году за алтарной частью храма была найдена плита с высеченной греческой надписью: «Воздвигнут храм святого Феодора при Архиепископе Михаиле месяца апреля 16…». Можно полагать, что упоминаемый в надписи «Архиепископ Михаил» никто иной, как архиепископ Константинопольский Михаил Керуларий.
Храм неоднократно перестраивался. Последняя реконструкция была выполнена монахами Новоафонского монастыря в начале XX века. Были расчищены завалы южного церковного придела и смежного с восточной стороны помещения. На остатках стен южного придела была устроена цистерна для сбора дождевой воды с водосборной террасой над ней. Внутри древнего храма была выстроена небольшая часовня в честь Иверской иконы Божией Матери, в алтарном приделе были установлены каменные детали древнего храма. Частично была изменена планировка прилегающей территории и достроены стены пристроек храма. Монахи расчистили и отремонтировали древнюю цистерну-колодец с чистой питьевой водой.

## Галерея
- Вид на церковь с расположенной рядом башни
- Алтарь церкви на заднем плане
- Спонтанный иконостас